# Campionati mondiali juniores di bob 2020
I campionati mondiali juniores di bob 2020 sono stati la trentaquattresima edizione della rassegna iridata juniores del bob, manifestazione organizzata annualmente dalla Federazione Internazionale di Bob e Skeleton. Si sono disputati l'8 e il 9 febbraio 2020 a Winterberg, in Germania, sulla pista Veltins EisArena, il tracciato sul quale si svolsero le rassegne iridate juniores del 1988, del 1992 (per le sole specialità maschili), del 2005, del 2014,  del 2016 e del 2017 (anche nel bob a due donne). La località della Renania Settentrionale-Vestfalia ha quindi ospitato le competizioni mondiali di categoria per la settima volta nel bob a due e nel bob a quattro uomini e per la quinta nel bob a due donne.
Come di consueto a partire dalla rassegna di Winterberg 2017, anche in questa edizione vennero conferiti i titoli mondiali juniores riservati alle atlete e agli atleti under 23, con modalità gara nella gara e assegnati tramite una classifica separata. Gli stessi potevano inoltre concorrere per entrambe le graduatorie qualora avessero rispettato i requisiti anagrafici.

## Risultati

### Bob a due donne
La gara si è disputata l'8 febbraio 2020 nell'arco di due manches e hanno preso parte alla competizione 16 compagini in rappresentanza di 9 differenti nazioni.
| Pos. | Atlete                             | Nazione  | 1ª manche | 2ª manche | Totale  | Distacco |
| ---- | ---------------------------------- | -------- | --------- | --------- | ------- | -------- |
|      | Kim Kalicki Kira Lipperheide       | Germania | 56"82     | 57"17     | 1'53"99 | –        |
|      | Ljubov' Černych Elena Mamedova     | Russia   | 56"95     | 57"29     | 1'54"24 | +0"25    |
|      | Ying Qing Du Jiani                 | Cina     | 57"08     | 57"23     | 1'54"31 | +0"32    |
| 4    | Polina Nazaruk Anna Parfenova      | Russia   | 57"04     | 57"49     | 1'54"53 | +0"54    |
| 5    | Huai Mingming Huang Jiajia         | Cina     | 57"18     | 57"42     | 1'54"60 | +0"61    |
| 6    | Lisa Buckwitz Anabel Galander      | Germania | 57"22     | 57"45     | 1'54"67 | +0"68    |
| 7    | Andreea Grecu Ioana Gheorghe       | Romania  | 57"26     | 57"42     | 1'54"68 | +0"69    |
| 8    | Margot Boch Carla Senechal         | Francia  | 57"26     | 57"44     | 1'54"70 | +0"71    |
| 9    | Anne Lobenstein Claudia Schüssler  | Germania | 57"33     | 57"50     | 1'54"83 | +0"84    |
| 10   | Alena Osipenko Julija Belomestnych | Russia   | 57"33     | 57"53     | 1'54"86 | +0"87    |

Nota: in grassetto il miglior tempo di manche.

### Bob a due uomini
La gara si è disputata l'8 febbraio 2020 nell'arco di due manches e hanno preso parte alla competizione 27 compagini in rappresentanza di 12 differenti nazioni.
| Pos. | Atleti                                        | Nazione  | 1ª manche | 2ª manche | Totale  | Distacco |
| ---- | --------------------------------------------- | -------- | --------- | --------- | ------- | -------- |
|      | Richard Oelsner Malte Schwenzfeier            | Germania | 55"55     | 55"66     | 1'51"21 | –        |
|      | Rostislav Gajtjukevič Michail Mordasov        | Russia   | 55"54     | 55"78     | 1'51"32 | +0"11    |
|      | Maximilian Illmann Eric Strauss               | Germania | 55"60     | 55"98     | 1'51"58 | +0"37    |
| 4    | Michael Vogt Sandro Michel                    | Svizzera | 55"63     | 56"07     | 1'51"70 | +0"49    |
| 5    | Philipp Zielasko Frederick Lüthcke            | Germania | 55"89     | 55"97     | 1'51"86 | +0"65    |
| 6    | Jonas Jannusch Tim Gessenhardt                | Germania | 55"85     | 56"10     | 1'51"95 | +0"74    |
| 7    | Li Chunjian Shi Hao                           | Cina     | 55"99     | 56"06     | 1'52"05 | +0"84    |
| 8    | Mihai Cristian Tentea Ciprian Nicolae Daroczi | Romania  | 55"94     | 56"14     | 1'52"08 | +0"87    |
| 9    | Ralfs Bērziņš Dāvis Spriņģis                  | Lettonia | 56"09     | 56"11     | 1'52"20 | +0"99    |
| 10   | Georgij Kuzmenko Egor Grjaznov                | Russia   | 56"35     | 56"04     | 1'52"39 | +1"18    |

Nota: in grassetto il miglior tempo di manche.

### Bob a quattro uomini
La gara si è disputata il 9 febbraio 2020 nell'arco di due manches e hanno preso parte alla competizione 17 compagini in rappresentanza di 8 differenti nazioni, di cui un equipaggio non si è presentato alla partenza.
| Pos. | Atleti                                                                    | Nazione  | 1ª manche | 2ª manche | Totale  | Distacco |
| ---- | ------------------------------------------------------------------------- | -------- | --------- | --------- | ------- | -------- |
|      | Rostislav Gajtjukevič Andrej Kazancev Vladislav Žarovcev Michail Mordasov | Russia   | 55"80     | 55"76     | 1'51"56 | –        |
|      | Richard Oelsner Henrik Bosse Eric Strauss Lukas Frytz                     | Germania | 55"96     | 55"67     | 1'51"63 | +0"07    |
|      | Jonas Jannusch Max Neumann Tim Gessenhardt Bastian Heber                  | Germania | 55"93     | 55"76     | 1'51"69 | +0"13    |
| 4    | Benjamin Maier Kilian Walch Sebastian Mitterer Kristian Huber             | Austria  | 55"88     | 55"86     | 1'51"74 | +0"18    |
| 5    | Dmitrij Popov Dmitrij Zachrjapin Denis Korotkov Nikolaj Kozlov            | Russia   | 55"94     | 55"90     | 1'51"84 | +0"28    |
| 6    | Ralfs Bērziņš Edgars Nemme Dāvis Spriņģis Edgars Pirogs                   | Lettonia | 56"18     | 55"68     | 1'51"86 | +0"30    |
| 7    | Patrick Baumgartner Mattia Variola Alex Verginer Lorenzo Bilotti          | Italia   | 56"10     | 55"83     | 1'51"93 | +0"37    |
| 8    | Maximilian Illmann Hannes Schenk Felix Dahms Justin Polster               | Germania | 56"09     | 55"89     | 1'51"98 | +0"42    |
| 9    | Philipp Zielasko Frederick Lüthcke Max Pietza Joshua Kossmann             | Germania | 56"08     | 56"00     | 1'52"08 | +0"52    |
| 9    | Jin Jian Wu Qingze Wu Zhitao Chen Tianhong                                | Cina     | 56"17     | 55"91     | 1'52"08 | +0"52    |

Nota: in grassetto il miglior tempo di manche.

## Risultati under 23

### Bob a due donne U23
Alla categoria riservata alle atlete under 23 erano iscritte 6 compagini in rappresentanza di altrettante differenti nazioni.
| Pos. | Atlete                               | Nazione  | 1ª manche | 2ª manche | Totale  | Distacco |
| ---- | ------------------------------------ | -------- | --------- | --------- | ------- | -------- |
|      | Kim Kalicki Kira Lipperheide         | Germania | 56"82     | 57"17     | 1'53"99 | –        |
|      | Ying Qing Du Jiani                   | Cina     | 57"08     | 57"23     | 1'54"31 | +0"32    |
|      | Anastasija Makarova Aleksandra Iokst | Russia   | 57"73     | 57"77     | 1'55"50 | +1"51    |
| 4    | Teodora Andreea Vlad Tara Schoner    | Romania  | 57"56     | 57"96     | 1'55"52 | +1"53    |
| 5    | Melanie Hasler Jasmin Naef           | Svizzera | 57"69     | 57"91     | 1'55"60 | +1"61    |

Nota: in grassetto il miglior tempo di manche.

### Bob a due uomini U23
Alla categoria riservata agli atleti under 23 erano iscritte 7 compagini in rappresentanza di altrettante differenti nazioni.
| Pos. | Atleti                                           | Nazione  | 1ª manche | 2ª manche       | Totale  | Distacco |
| ---- | ------------------------------------------------ | -------- | --------- | --------------- | ------- | -------- |
|      | Mihai Cristian Tentea Ciprian Nicolae Daroczi    | Romania  | 55"94     | 56"14           | 1'52"08 | –        |
|      | Hans Peter Hanninghofer Erec Maximilian Bruckert | Germania | 56"17     | 56"36           | 1'52"53 | +0"45    |
|      | Sun Kaizhi Zhen Heng                             | Cina     | 56"35     | 56"32           | 1'52"67 | +0"59    |
| 4    | Timo Rohner Dominik Hufschmid                    | Svizzera | 56"43     | non qualificati | -       | -        |
| 5    | Grigorij Voloskov Andrej Andrijanov              | Russia   | 56"89     | non qualificati | -       | -        |

Nota: in grassetto il miglior tempo di manche.

### Bob a quattro uomini U23
Alla categoria riservata agli atleti under 23 erano iscritte 3 compagini in rappresentanza di altrettante differenti nazioni.
| Pos. | Atleti                                                                       | Nazione  | 1ª manche | 2ª manche | Totale  | Distacco |
| ---- | ---------------------------------------------------------------------------- | -------- | --------- | --------- | ------- | -------- |
|      | Sun Kaizhi Shi Hao Zhen Heng Ye Jielong                                      | Cina     | 55"38     | 55"96     | 1'52"34 | –        |
|      | Hans Peter Hanninghofer Erec Maximilian Bruckert Christian Röder Paul Hensel | Germania | 56"35     | 56"17     | 1'52"52 | +0"18    |
|      | Grigorij Voloskov Maksim Ban'kov Sergej Baklanov Egor Grjaznov               | Russia   | 56"51     | 56"51     | 1'53"02 | +0"68    |

Nota: in grassetto il miglior tempo di manche.

## Medagliere
Il numero di medaglie indicate è la somma di tutte quelle ottenute in entrambe le categorie (under 26 e under 23).
| Posizione | Nazione  | Oro | Argento | Bronzo | Totale |
| --------- | -------- | --- | ------- | ------ | ------ |
| 1         | Germania | 3   | 3       | 2      | 8      |
| 2         | Russia   | 1   | 2       | 2      | 5      |
| 3         | Cina     | 1   | 1       | 2      | 4      |
| 4         | Romania  | 1   | 0       | 0      | 1      |
| Totale    | Totale   | 6   | 6       | 6      | 18     |